# Evolución del tamaño de las semillas
Las primeras plantas con semilla surgieron a finales del Devónico hace 370 millones de años. Las presiones de selección que dan forma al tamaño de la semilla provienen de fuentes físicas y biológicas, incluida la sequía, la depredación, la competencia plántula-plántula, la profundidad óptima de latencia y la dispersión.

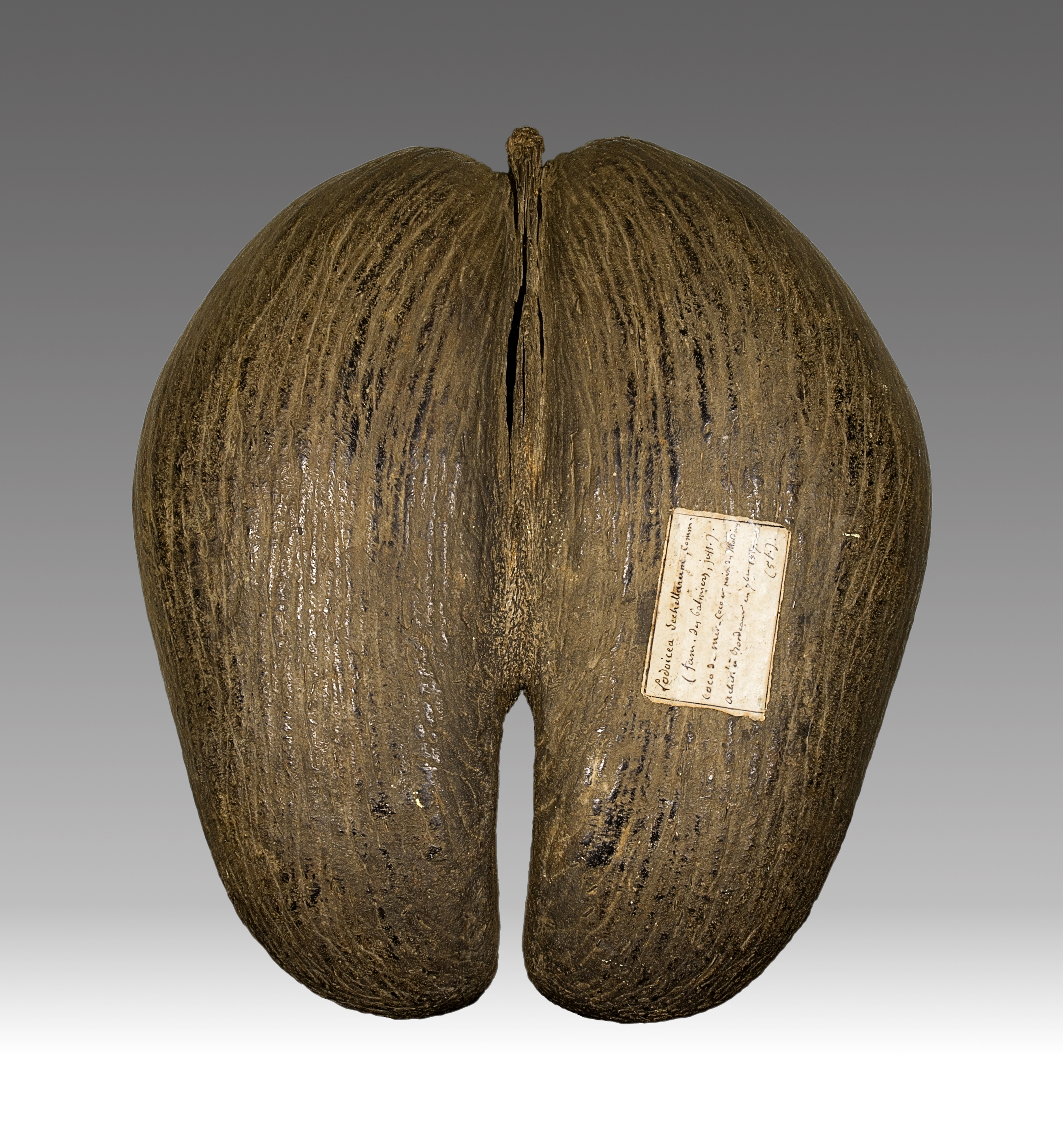
Coco de Mar o Coco doble -La semilla más grande del mundo conocida

## Mecanismo
Los tamaños modernos de semillas varían de 0,0001 mg en semillas de orquídeas a 42 kg en los cocos de playa. Las semillas más grandes tienen mayores cantidades de reservas metabólicas en su embrión y endospermo disponibles para las plántulas que las semillas más pequeñas, y a menudo ayudan al establecimiento con poca disponibilidad de recursos. Sin embargo, se pueden producir semillas más pequeñas en grandes cantidades, lo que tiene el potencial de producir más descendencia y tener mejores posibilidades de que algunas de las semillas se dispersen en un hábitat adecuado. Este intercambio de número de tamaño de semilla ha llevado a la evolución de un amplio rango de tamaño y número de semillas en respuesta a las presiones de selección ambiental.

## Presiones selectivas
Ningún evento único, como una gran divergencia en la filogenia de las plantas con semilla, se considera la causa de grandes divergencias en el tamaño de las semillas. Más bien, se cree que los pequeños eventos ocurren de manera bastante consistente a través del tiempo con una influencia evolutiva menor.

### Sombra
Las especies que crecen en ambientes sombreados tienden a producir semillas más grandes y las especies con semillas más grandes tienen una mayor supervivencia de plántulas en condiciones de poca luz. El aumento de las reservas metabólicas de las semillas más grandes permite que los primeros brotes crezcan más altos y las hojas se amplíen más rápidamente para competir por la poca luz solar disponible. Algunos árboles con semilla grandes que se encuentran en áreas boscosas con dosel cerrado, como los bosques antiguos, son las numerosas especies de robles y nogales.

### Sequía
Se considera que las semillas pequeñas predominan en ambientes áridos y desérticos. En algunos sistemas desérticos, la gran mayoría de las semillas anuales pesan entre cero y dos miligramos. El tamaño pequeño de las semillas puede ser una adaptación favorable en las plantas del desierto por un par de razones. Se ha descubierto que las semillas pequeñas tienen la capacidad de almacenarse en ambientes secos durante varios años sin desecarse. Además, en muchos casos, los desiertos tienen estaciones lluviosas que brindan la oportunidad de que las semillas pequeñas germinen en condiciones con amplios recursos externos disponibles. Debido a la gran importancia que las semillas germinan cuando hay agua disponible, las semillas a menudo perciben la presencia de agua y la usan como una señal para germinar. Además, muchas plantas del desierto han desarrollado la capacidad de producir una fracción de sus semillas para que no germinen al mismo tiempo que el resto de las semillas de la planta como una protección segura conocida como cobertura de apuestas (bet hedging) en la que si la mayoría de las semillas de una planta germinan en una temporada y luego mueren debido a la lluvia seguida de sequía, el potencial de la planta para tener descendencia exitosa no se pierde por completo.

### Predación
Los granívoros (aquellos que se alimentan de semillas y granos) pueden comer selectivamente semillas más pequeñas o más grandes, favoreciendo las semillas en el lado opuesto del espectro. Comúnmente, la depredación granívora por roedores, que se alimentan selectivamente de semillas más grandes, conduce a una mayor aptitud de las semillas más pequeñas (por ejemplo, las ratas canguro en los sistemas desérticos se alimentan selectivamente de las semillas más grandes en el banco de semillas. Del mismo modo, a veces las semillas más pequeñas son cazadas selectivamente como con hormigas granívoras australianas que solo son capaces de transportar semillas más pequeñas.

### Competencia Plántula-Plántula
La competencia entre las plántulas por recursos limitados puede generar presiones selectivas sobre el tamaño de la semilla. En esteras densas de plántulas competidoras, las de semillas más grandes tienen una mayor supervivencia debido a su capacidad de cultivar brotes más altos, hojas más anchas y, por lo tanto, superar a las plántulas sembradas más pequeñas por los recursos. Las plántulas germinadas de semillas más grandes también podrían sobrevivir a las plántulas sembradas más pequeñas que no pueden vivir tanto tiempo fuera de sus reservas de energía almacenadas.

### Profundidad óptima de latencia
Si existe una presión selectiva que favorece la supervivencia de las semillas enterradas más profundamente en el suelo, un tamaño de semilla mayor pudo evolucionar debido a sus mayores reservas de energía necesarias para emerger de profundidades más grandes. Una de esas presiones que causan este tipo de selección es la recurrencia de incendios (por ejemplo, en las praderas, el calor de un incendio puede dañar o matar las semillas cerca de la superficie del suelo, pero deja las semillas enterradas más profundas sin daños).

### Dispersión
Cuanto más pequeña es la semilla, más se pueden dispersar, lo que puede ser beneficioso para evitar la competencia con los hermanos y el progenitor, así como tener mejores posibilidades de que algunas de las semillas se dispersen en el hábitat adecuado. La dispersión también puede conducir a una mayor aptitud en las generaciones futuras si los individuos más dispersos tienen más probabilidades de polinizarse de forma cruzada con individuos no relacionados, lo que lleva a una mayor variación genética. El tipo de dispersión de semillas evolucionado ha sido altamente correlacionado con el tamaño de las semillas en floras en todo el mundo. En general, las semillas de menos de 0.1 mg a menudo son dispersadas por el viento, las semillas de más de 100 mg a menudo se dispersan por vertebrados o por agua, y las semillas entre 0.1 y 100 mg se dispersan por una gran variedad de modos de dispersión, incluida la dispersión por una gran variedad de animales.

## Evolución del tamaño de la semilla
Desde la evolución de las primeras plantas sembradas hace ~ 370 millones de años, se descubrió que el mayor cambio en el tamaño de la semilla fue la divergencia de gimnospermas y angiospermas hace ~ 325 millones de años, pero en general, la divergencia del tamaño de la semilla parece tener lugar de manera relativamente constante a través del tiempo evolutivo. Se ha encontrado que la masa de semillas es filogenéticamente conservadora con la mayoría de las diferencias en la masa media de semillas dentro de los tipos de dispersión de semillas (modos de dispersión) siendo filogenética. Este tipo de información nos da pistas sobre cómo evolucionó el tamaño de la semilla. Fechar las semillas fosilizadas de varios tamaños y compararlas con la presencia de posibles dispersores de animales y las condiciones ambientales de la época es otra técnica utilizada para estudiar la evolución del tamaño de las semillas. Las condiciones ambientales parecen haber tenido una mayor influencia en la evolución del tamaño de la semilla en comparación con la presencia de dispersores de animales. Se cree que un ejemplo del tamaño de la semilla que evolucionó a las condiciones ambientales fue la vegetación abundante y cerrada del bosque que seleccionó semillas de mayor tamaño durante la época del Eoceno. No se ha encontrado un aumento o disminución general en el tamaño de la semilla a lo largo del tiempo, sino una fluctuación en el tamaño de la semilla siguiendo las condiciones ambientales de las épocas de Maastrichtiense, Paleoceno, Eoceno, Oligoceno, Mioceno y Plioceno. Hoy también vemos un patrón con distribución del tamaño de semilla y condiciones ambientales globales donde el tamaño de semilla promedio más grande se encuentra en los bosques tropicales y una fuerte disminución en el tamaño de semilla ocurre globalmente a medida que el tipo de vegetación cambia a no forestal.